# Mentawai-Ratte
Die Mentawai-Ratte (Rattus lugens) ist ein auf den Mentawai-Inseln endemisches Nagetier in der Gattung der Ratten. Die Art ist eng mit der Hausratte (Rattus rattus) verwandt und wurde zeitweilig als deren Unterart gelistet.

## Merkmale
Die Exemplare werden ohne Schwanz etwa 226 mm lang, die Schwanzlänge beträgt ungefähr 210 mm und die Hinterfüße sind etwa 41 mm lang. Angaben zum Gewicht und zur Länge der Ohren fehlen. Das dichte und leicht borstige schwarzbraune Fell ist dunkler als bei der Simalur-Ratte (Rattus simalurensis) und hat auf dem Rücken keine gelbe Tönung. Diese tritt erst an den Flanken auf, während auf der Unterseite graues Fell und ein rostbrauner Längstreifen auf dem Bauch vorkommen. Die Ohren sind wie der Rücken gefärbt und die Füße tragen oberseits rotbraune Haare. Weibchen besitzen sechs paarig angeordnete Zitzen.

## Verbreitung und Lebensweise
Diese Ratte bewohnt die südlichen Mentawai-Inseln westlich von Sumatra. Sie hält sich im Flachland in feuchten immergrünen Wäldern auf. Ihr Verhalten entspricht vermutlich anderen inselbewohnenden Gattungsvertretern wie der Hoffmann-Ratte (Rattus hoffmanni).

## Gefährdung
Die größte Bedrohung stellen intensive Forstwirtschaft und die Umwandlung der Wälder in Ackerland dar. Vermutlich wirkt sich die Konkurrenz mit eingeführten Ratten negativ aus. Die letzten Sichtungen der Art erfolgten vor etwa 100 Jahren. Im etwa 13.500 km² großen Verbreitungsgebiet kann sie noch einige Rückzugsorte gefunden haben. Die IUCN listet die Mentawai-Ratte als gefährdet (vulnerable).